# Кар'єрна вулиця (Київ)
Кар'є́рна вулиця — вулиця в Солом'янському районі міста Києва, місцевість Новокараваєві дачі. Пролягає від вулиці Августина Волошина до вулиці Героїв Севастополя.
Прилучаються вулиці Чернівецька, Івана Піддубного і Чернишевського.

## Історія
Вулиця утворилася у 40-ві роки XX століття під назвою 434-та Нова. Сучасна назва — з 1944 року (від кар'єру, що розташований поряд).